# Lago Karakul (China)
El lago Karakul (que en kirguís, significa, «lago negro»; en chino tradicional, 喀拉库勒湖 o  喀拉湖 - 'Karakuli') es un pequeño lago de la República Popular China  situado a unos 200 kilómetros de la ciudad de Kashgar, en el extremo occidental de la provincia de Sinkiang. Se encuentra dentro de la Prefectura Autónoma Kirguís de Kizilsu, en la carretera del Karakórum.
Está localizado a una altitud de 3.652 m sobre el nivel del mar y es el lago más alto de la meseta de las montañas Pamir. Rodeado de montañas que cuenta con nieves perpetuas durante todo el año, los tres picos visibles más altos desde el lago son el Muztagh Ata (7.546 m), el Kongur (7.649 m) y el Kongur 9 (7.530 m).
Se trata de un lago de agua salada de origen tectónico, con una superficie total de 4,8 km² y una profundidad máxima de 242 metros. El lago es un lugar de destino para muchos viajeros tanto por la belleza de su paisaje como por el agua transparente del lago. En el Karakul hay dos asentamientos kirguises.